# Sophia Djiobaridis
Sophia Maria Ulrika Djiobaridis, född 30 juni 1962, är en svensk prisbelönt journalist som våren 2023 grundande produktionsbolaget Imperiet Media AB, tillsammans med Josephine Freje. 
Sophia Djiobaridis har under många år arbetar på Sveriges televisions program Uppdrag granskning. En av hennes senaste granskningar visade hur en dömd våldtäktsman fått 840 000 kronor i skadestånd.
Djiobaridis vann Guldspaden 2007 och 2009 i kategorin "Lokal-TV" och fick 2012 ett hedersomnämnande för sitt arbete med Uppdrag gransknings "Kommungranskarna".
Hon har tidigare arbetat med det mediegranskade tv-programmet Mediemagasinet.